# Archaeochrysa paranervis
Archaeochrysa paranervis là một loài côn trùng trong họ Chrysopidae thuộc bộ Neuroptera. Loài này được Adams miêu tả năm 1967.